# 3. zračnoprevozni bataljon (Južni Vietnam)
3. zračnoprevozni bataljon (vietnamsko 3. Tieu-Doan Nhuy-Du; kratica 3. TDND) je bila padalska enota Armade Republike Vietnam.

## Zgodovina
Bataljon je bil ustanovljen s preoblikovanjem bivšega 3. bataljona vietnamskih padalcev; ob tem je bil dodeljen Zračnoprevozni skupini.
Bataljon je v začetku septembra 1965 opravil bojni padalski skok blizu Ben Cata.
Bataljon je med decembrom 1966 in decembrom 1967 sodeloval v operaciji Fairfax v provinci Gia Dinh.
Med ofenzivo Tet je bil bataljon poslan v bitko za Hue, kjer je sodeloval v ponovni osvojitvi mesta. Aprila 1968 je bataljon sodeloval v reševalni operaciji obkoljene garnizije v Khe Sanhu.
Bataljon je bil januarja 1975 poslan v provinco Quang Nam, kjer je sodeloval v obrambnih bojih.

## Organizacija
- štab
- podporna četa
- 1. strelska četa
- 2. strelska četa
- 3. strelska četa
- 4. strelska četa